# Fiscalité noire

Aides aux énergies fossile, par personne, en 2019, dans le monde.

Par opposition à la « fiscalité verte », pour l'OCDE, la « fiscalité noire » désigne deux types d'aides dites « dommageables à l'environnement », c'est-à-dire susceptibles d'avoir des effets environnementaux pervers :
1. les « aides directes » distribuées au secteur des énergies fossiles et non renouvelables. Il peut s'agir d'aides remboursables, de prêts avantageux ou de simples subventions à fonds perdus provenant d'États, de groupements d'États et/ou d'autres collectivités, ou aides particulières d'institutions comme la Banque mondiale et le Fonds monétaire international) ;
2. les « aides indirectes » (défiscalisation, dérogation à certains impôts) dont bénéficient certaines filières énergétiques et activités extractives ou de raffinage ou commercialisation dans le secteur des énergies fossiles.
3. les « aides implicites » (quand le coût d'une pollution est peu compensé par une taxe en vigueur, du fait d'un taux trop bas ou d'une assiette insuffisamment large, ou quand il n'est aucunement compensé faute de taxe). Cette situation fait que le comportement pollueur est « implicitement subventionné puisque le coût de la pollution est supporté par la collectivité, en contradiction avec le principe pollueur-payeur »[1].

Dans une perspective d' économie libérale et/ou de « croissance équitable », ces aides (directes ou indirectes) sont sources de distorsion économique et elles faussent les prix de l'énergie, d'autant que les recettes des taxes vertes semblent avoir diminué de 2000 à 2008 dans la plupart des pays riches.
Selon l'OCDE, le principal bénéficiaire de cette fiscalité noire est l'industrie pétrolière, devant les industries d'extraction d'autres ressources fossiles (gaz naturel, gaz de schiste, charbon, tourbe).

## Origine de l'expression et sémantique
Dans le double contexte de l'économie et de l'énergie, l'évocation de la couleur « noire » peut d'une part faire évoquer la couleur du carbone (le charbon, le graphite, le lignite, le pétrole, la tourbe ont une couleur foncée), et d'autre part faire référence à une codification parfois utilisée de catégories d'acceptabilité utilisées dans le domaine de la concurrence fiscale ; 
Ainsi, en 2005, en France, le Conseil d'Analyse Économique  considérait que « le défi au niveau international est souvent de définir un ensemble de normes communément acceptables. Ceci nécessite à son tour une vision suffisamment commune de ce que doivent être des pratiques gouvernementales justes et désirables. À cette fin il peut être utile de distinguer la « zone blanche » des pratiques fiscales acceptables, c'est-à-dire ce que l'on va considérer comme une saine concurrence fiscale ; la « zone noire » des pratiques fiscales inacceptables, c'est-à-dire la concurrence fiscale dommageable et enfin, la « zone grise », c'est-à-dire les pratiques qui sont problématiques et qui pourraient dans l'avenir justifier des initiatives ou des actions ».
Remarques : 
- Les expressions anglophones équivalentes sont notamment Black taxation ; Harmful subsidies ; Environmentally damaging tax policies ; Fossil fuel subsidies ; Non-renewable energy subsidies ; Pollution subsidies ; Anti-environmental tax policies...
- Dans le domaine de l'énergie on désigne aussi la part cachée de l'empreinte énergétique d'un objet par l'expression  « énergie grise ».

## Enjeux
Tout ou partie de la « fiscalité noire » limite ou annule les effets positifs et les dividendes fiscaux de l'écofiscalité naissante quand elle concerne le domaine de l'énergie. La fiscalité noire participe en outre à des distorsions de concurrence car n'internalisant pas les coûts environnementaux.
Elle alourdit la balance commerciale et la facture énergétique de nombreux pays. C'est notamment le cas en France où en 2011, selon l'Inspection des finances, une vingtaine d'exonérations concernaient 5,8  milliards d'euros. En 2015, selon le CGDD, bien que certaines aides dommageables à l'environnement aient été supprimées, elles dépassaient encore les 5 milliards d'euros, essentiellement en raison des dérogations/exemptions accordées pour la principale taxe en vigueur sur les énergies, la taxe intérieure de consommation sur les produits énergétiques (TICPE) avec par exemple, l'exonération de cette taxe pour le transport aérien commercial  (gain de 2,7 milliards d'euros pour l'aviation, perte équivalente pour le trésor public, associée à l'émission de 21 millions de tonnes de CO2). Et cette tendance s'est aggravée depuis 2003 selon Bercy.
Elle freine aussi la transition énergétique vers une « économie décarbonée », car les ressources fossiles facilement accessibles en pétrole et gaz semblent avoir toutes été exploitées ; L'industrie se tourne donc vers les pétrole et le gaz dits "non conventionnels", plus éloignés des côtes et/ou en zone froide et/ou plus profonds (haute température/haute pression) et souvent plus « sales » (plus acides et plus chargés en métaux lourds).
L'argent consacré à soutenir ces filières (qui contribuent le plus aux émissions de gaz à effet de serre) est perdu pour exploiter le « gisement » des économies d'énergies et pour financer la recherche et développement de solutions alternatives dites propres, sûres, décentralisées et moins délocalisables (solaire, éolien, énergies marines, associées à des progrès en matière de stockage intelligent de l'électricité et smartgrid, etc.). Selon l'OCDE, dans le monde, « une réforme des subventions aux combustibles fossiles contribuerait à réduire les émissions de gaz à effet de serre. Au niveau national, elle permettrait de réduire les dépenses publiques et d'augmenter les recettes fiscales qui pourraient être réaffectées à d'autres priorités comme la lutte contre le changement climatique » affirme en 2013 l'OCDE, qui par ailleurs soutient le concept de « Croissance verte ».
Selon le travail de Thèse d'Amirhossein Najafi Marghmaleki (2023), alors que la transition énergétique vers un avenir bas-carbone nécessite l'implication des pays pétroliers, ces derniers sont souvent en situation de « dépendance excessive à l’égard des revenus des ressources en hydrocarbures /(rentes d’hydrocarbures de l’État) et/ou à une dépendance malsaine à l’égard des industries à forte intensité d’hydrocarbures, dont les conséquences politiques et économiques néfastes sont connues sous le nom de malédiction des ressources ». De plus ces pays ont plus ou moins partagé la rente pétrogazière ou charbonnière, de manière plus ou moins démocratique, et en développant plus ou moins les énergies renouvelables sur leur territoire. Selon ce travail, il existe une relation positive à long terme entre démocratie et développement des EnR, etinversement une association négative entre richesse pétrolière/ rente pétrolière de l’État et le développement des EnR. La courbe environnementale de Kuznets montre une effet modérateur de qualités institutionnelles telles que l’État de droit et la qualité de la gouvernance sur la relation entre la rente pétrolière d'État et le développement des énergies renouvelables. par contre, l'auteur n'a pas trouvé de lien solide entre la vulnérabilité d’un pays au risque climatique et son potentiel ou son degré de production d’EnR.

## Évaluation du montant de la «fiscalité noire»
Les chiffres ne sont pas connus pour la Chine (qui soutient fortement le développement du charbon), ni pour les États pétroliers ni pour les anciens pays de l'Est (ex-Union soviétique).
Un premier bilan a été  produit par l'OCDE en 2013 pour ses 34 États-membres.
Dans ces 34 pays, avec des différences importantes selon les pays et les époques, la « fiscalité noire » a selon les statistiques disponibles et fournies par les États eux-mêmes, représenté de 55 à 90 Md$ (de 41 à 67 Md€) par an de 2005 à 2011 (soit presque l'équivalent de la facture énergétique de la France en 2012 qui selon Bercy, a « atteint un nouveau record : elle a progressé de 7 milliards en 2012 atteignant 69 milliards d'euros ». C'est aussi l'équivalent du déficit commercial de ce même pays (67 milliards d'euros en 2012)  sachant que dans ce bilan, la part de la facture énergétique a une importance croissante.
Ainsi en 2011, selon Bercy, « la facture énergétique consécutive à la hausse de 39 % en moyenne annuelle des cours du baril de Brent, calculés en dollar. La facture énergétique expliquerait ainsi plus des 3/4 de la dégradation totale du solde commercial français ».
Certaines banques et fonds de placements (entre 2021 et 2023, les banques ont financé l'industrie charbonnière à hauteur de 439 milliards d'euros).

## Qui bénéficie de la fiscalité noire?
Les montants et affectation des « aides indirectes » aux entreprises du secteur des énergies fossiles semble mal connus.
Des chiffres plus disponibles et crédibles existent concernant les aides directes (subventions) car ces dernières figurent aux comptes public des collectivités ; Dans les cas de subventions attribuées à des groupements, le bénéficiaire final n'est cependant pas toujours connu.
Selon l'Organisation de coopération et de développement économiques (OCDE)  et pour les 34 pays que regroupe l'institution, les 2/3 des subventions destinées à aider le secteur des énergies fossiles ont été attribuées à l'industrie pétrolière.
Le 1/3 restant ayant été équitable partagé par les filières charbon et gaz naturel.
Au sein des filières peuvent s'ajouter d'autres  «distorsion de concurrence», dont par exemple (et notamment en France) en faveur du diesel. Ce carburant pétrolier est actuellement considéré comme le plus polluant et affectant la santé publique sur le plan de la mortalité due aux particules fines, notamment cancérigènes émises par les moteurs diesel. Il est pourtant encore surfavorisé par une moindre taxation (- 37% par rapport à l'essence en moyenne pour les pays de l'OCDE).
En 2013, l'OCDE publie un premier inventaire de la « fiscalité noire », c'est-à-dire des soutiens aux énergies fossiles accordés par les 34 pays membres de cette institution, de même qu'un inventaire des « effets des taux légaux des taxes sur divers carburants et combustibles, lorsque ces taux sont exprimés par unité d'énergie ou par unité d'émission de dioxyde de carbone (CO2) ».
Les conclusions de cette étude encouragent les États-membres de l'OCDE à accélérer le développement de leur fiscalité écologique (« fiscalité verte »), notamment pour favoriser l'efficacité énergétique et la transition énergétique (afin de sortir de la dépendance aux énergies fossiles en particulier) en développant les énergies « propres » et sûres, tout en diminuant la pollution. En France, Pascal Saint-Amans (directeur du Centre de politique et d'administration fiscales), rappelant que la fiscalité relève de la souveraineté des États, a encouragé le Sénat à soutenir l'action politique en faveur de l'écotaxe en France, lors d'une audition par la commission des finances du Sénat (20 février 2013).

## L'Europe et lasoutenabilitéde la fiscalité (fiscal sustainability)
La Commission européenne et la majorité du parlement européen soutiennent l'idée d'une réforme de la taxation de l'énergie depuis les années 1980,,,, et depuis les années 1990 une transition énergétique vers une économie plus décarbonée, limitant ses émissions de gaz à effet de serre (Paquet énergie) et appuyée sur le concept de 3ème révolution industrielle proposée par Jeremy Rifkin.
Des taxes sur l'énergie existent dans tous les pays européens ; « il est crucial d'utiliser le cadre fiscal le plus efficacement possible pour minimiser les coûts d'une politique énergétique et climatique ambitieuse. Ceci est particulièrement vrai dans le contexte actuel de politiques d'austérité et de consolidation budgétaire, qui réduit la possibilité d'entreprendre des dépenses pour les politiques environnementales. Il est également important de s'assurer que le cadre politique d'ensemble est cohérent » insiste la commission européenne dans un rapport où elle propose d'une part d'éliminer peu à peu les subventions nuisibles à l'environnement puis d'intégrer dans le calcul des impôts et taxes sur l'énergie le double objectif de réductions d'émissions de CO2 et d'économie d'énergie, tout en supprimant les taux réduits et nombreuses exemptions, au profit selon la commission de la croissance économique et de revenus supplémentaires aux États-membres.
Ceci passe aussi par une lutte contre la « concurrence fiscale dommageable » au niveau européen, exercice qui selon le CAS « remonte au Conseil Ecofin informel de Vérone en 1996. Le Conseil de Vérone marque le début d'une stratégie fiscale européenne fondée sur une approche globale de la politique fiscale combinant un ensemble de dossiers différents en un paquet. C'est ainsi que fut adopté le 1er décembre 1997 le « paquet fiscal » composé de trois volets : une proposition de directive sur l'imposition des revenus de l'épargne des non-résidents communautaires, une proposition de directive sur les intérêts et redevances entre sociétés liées, et un Code de conduite en matière de fiscalité des entreprises en vue de l'élimination des mesures fiscales dommageables », ce qui implique le retour de « conditions de concurrence compatibles avec les principes du marché unique »  et n'encourageant pas les énergies les plus polluantes.

## En France
En 2013, l'OCDE comptabilisait une trentaine de subventions encourageant les énergies fossiles et polluantes .
Ce décompte s'appuie sur la base de données fournies par chaque pays. Pour la France, elle ne semble pas exhaustive (elle omet par exemple de citer la détaxation totale du kérosène utilisé par les vols intérieurs)
Selon un premier bilan (2013) sur les « effets des taux légaux des taxes sur divers carburants et combustibles, lorsque ces taux sont exprimés par unité d'énergie ou par unité d'émission de dioxyde de carbone (CO2) ».
À la suite de ce constat, et face à la perspective d'un pic pétrolier, et à la raréfaction des ressources facilement exploitables de manière propre, sûre et rentable, l'OCDE invite ses pays-membres à accélérer de développement de leur fiscalité écologique (« fiscalité verte ») pour notamment favoriser l'efficacité énergétique et la transition énergétique (afin notamment de moins gaspiller les énergies fossiles et d'en moins dépendre, et afin de préparer une transition vers des énergies propres et sûres, tout en diminuant la pollution.

## Systèmes complexes
Les écotaxes ou systèmes de taxes s'en rapprochant (comme la TGAP en France) ne sont pas ou rarement dédiées aux alternatives aux énergies fossiles (ils  peuvent par exemple combler des déficits publics dans le domaine de la retraite ou de la santé).
D'autre part, en ciblant plus directement le pétrole, elles produisent des revenus qui diminuent quand le prix du pétrole augmente et/ou que l'écocitoyenneté se traduit par un moindre appel au pétrole comme source d'énergie. Ainsi, bien que la fiscalité verte ait augmenté (en ce qui concerne le nombre de taxes), ses revenus par rapport au PIB ont diminué de 2000 à 2008 dans la plupart des pays de l'OCDE.

## Dissensus

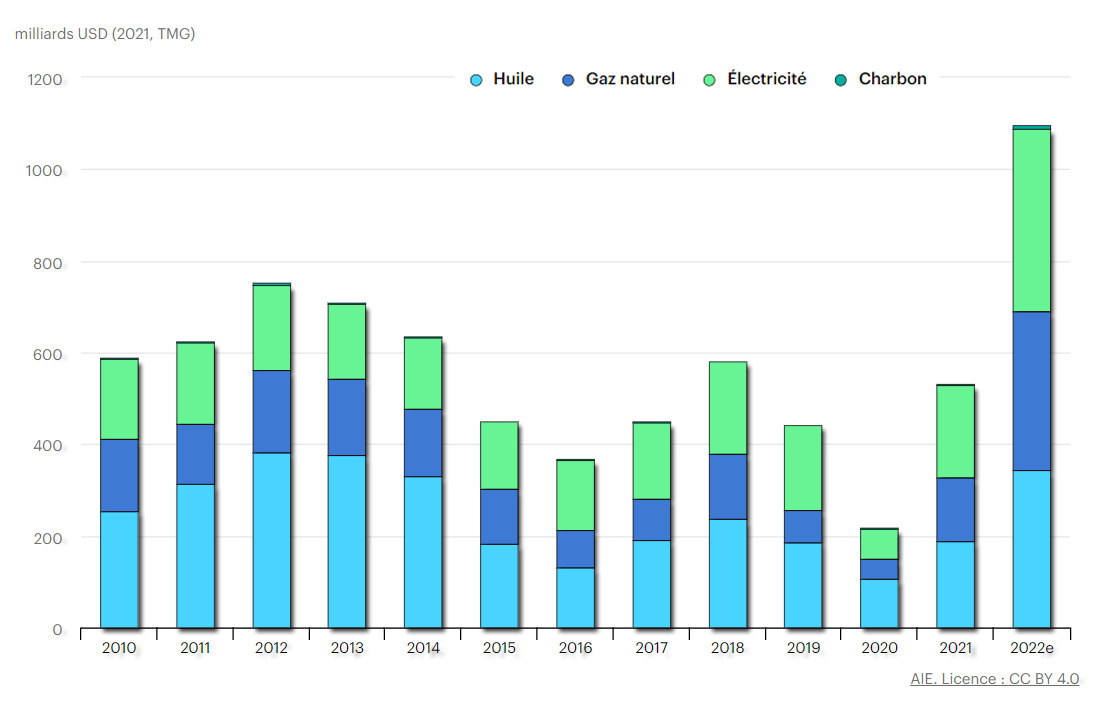
Subventions à la consommation d'énergie fossile dans le monde, par grandes catégories, pour 2010-2022. Selon l'AIE, à cause de l'attaque de l'Ukraine par la Russie, et en contradiction avec le Pacte de Glasgow pour le climat (2021), ces aides ont pour la première fois dépassé le billion de dollars.

Au sein de l'ONU, le PNUE a publié plusieurs rapports soulignant l’impact négatif des paradis fiscaux et de ces subventions sur l’environnement et le climat, en insistant sur la nécessité de les réformer pour atteindre les objectifs climatiques mondiaux ; ainsi, le rapport « Global Fossil Fuel Subsidies: An Update »confirme que ces aides aux combustibles fossiles entravent les efforts de protection du climat et en faveur des alternatives renouvelables. Le GIEC souligne que ces subventions encouragent la consommation de combustibles fossiles, ce qui augmente les émissions de gaz à effet de serre et entrave la lutte contre le changement climatique. Selon l'agence internationale de l'énergie« La crise énergétique mondiale a poussé les subventions à la consommation de combustibles fossiles à un niveau record en 2022, dépassant pour la première fois 1 billion de dollars. Les subventions record de l’année dernière (2022) – dans le contexte de la crise énergétique mondiale déclenchée par l’invasion de l'Ukraine par la Russie – ont doublé par rapport à leurs niveaux de 2021, qui étaient déjà près de cinq fois supérieurs à ceux observés en 2020. » et le GIEC, l’élimination de ces subventions permettrait de diminuer les émissions de CO2 mondiales de 1 à 4 %, et les émissions de tous les gaz à effet de serre jusqu’à 10 % d’ici 2030, selon les régions, tout en diminuant les déficits publics, en améliorant la performance macroéconomique et en apportant d’autres avantages environnementaux et de soutenabilité, en s'alignant sur les objectifs de l’Accord de Paris (limiter le réchauffement climatique à 1,5°C au-dessus des niveaux préindustriels).
De son côté, l'OCDE a plusieurs fois, dont en 2008 et 2013 dénoncé la persistance et l'importance de cette « fiscalité noire »; et encourage à la supprimer,. 
De son côté, la Commission européenne a proposé de réviser la Directive sur la taxation de l’énergie (DTE), qui depuis 2003, permet à chaque Etat membre de fixer ses propres niveaux de taxation de produits énergétiques utilisés comme carburants et combustibles et de l'électricité (tant que des taux minimaux, européens) sont respectés. Ces niveaux ne permettent pas d'atteindre les objectifs climatiques de l’UE (neutralité carbone en 2050 et au moins 55%  de baisse des émissions en 2030). 
La Commission propose donc, dans le cadre du Pacte vert pour l'Europe de supprimer les exonérations et incitations obsolètes pour les combustibles fossiles, notamment dans les secteurs de l’aviation et du transport maritime, au profit de technologies énergétiques plus sobres propres . Selon la Commission « la directive est à l'évidence obsolète et ne reflète ni les cadres d'action de l'UE en matière de climat et d'énergie ni l'engagement juridique de l'UE en faveur d'une réduction d'au moins 55 % des émissions de gaz à effet de serre à l'horizon 2030 et d'un continent neutre pour le climat d'ici à 2050. Il n'existe aucun lien dans la DTE entre les taux minimaux de taxation des combustibles et carburants et leur contenu énergétique ou leur incidence sur l'environnement. Les règles n'ont pas non plus suivi l'évolution des carburants alternatifs tels que les biocarburants plus propres et durables et l'hydrogène. Leur conception et leur structure ne favorisent pas l'efficacité énergétique, l'utilisation de carburants alternatifs plus propres et durables ni les investissements et l'innovation dans des technologies propres et les énergies durables. Enfin, la valeur réelle des taux minimaux fixés dans la directive s'est érodée au fil du temps; des exonérations et réductions hétéroclites et complexes se sont multipliées dans les États membres depuis l'instauration de la directive, de sorte qu'aujourd'hui, les conditions de concurrence au sein du marché unique ne sont pas équitable », la Commission précisant qu'« il sera toujours possible  d'appliquer certains taux réduits, tels que ceux applicables à l'électricité ou aux produits énergétiques avancés produits à partir d'énergies renouvelables et aux industries du secteur primaire telles que les exploitations agricoles ». Sur 10 ans, le kérosène et l'« huile lourde » utilisée dans le secteur maritime seraient progressivement taxés « tandis que les carburants durables destinés à ces secteurs bénéficieront d'un taux minimal nul pour encourager leur utilisation (...) lorsqu'ils sont utilisés pour la navigation aérienne et par voie d'eau » et ces politiques environnementales ambitieuses devraient disposer de filet de sécurité robuste et s'accompagner de mesures sociales (ex : « possibilité pour les États membres d'exonérer les ménages vulnérables et en situation de précarité énergétique de la taxation sur la fourniture de combustibles et d'électricité. Cette exonération ciblée permettra de soutenir et de protéger les ménages vulnérables pendant la transition vers des sources d'énergie plus propres. Plus généralement, et dans le respect du principe de ne laisser personne de côté, l'UE a aussi présenté des initiatives telles que le Fonds pour une transition juste, le Fonds social européen+ (FSE+) et le Fonds social pour le climat, qui a été dévoilé ce jour. La Facilité pour la reprise et la résilience apportera également un soutien aux États membres dans leur transition écologique ».
En 2022, un rapport de la Cour des comptes européenne confirme que pour la période 2008-2021 (juillet), les politiques de taxation de l’énergie des Etats-membre ont encore, toutes, été incompatibles avec les objectifs climatiques européens, dont en raison d'une faible taxation du charbon par rapport au gaz naturel et à cause des avantages fiscaux accordés aux combustibles fossiles. La France, subventionne même plus les fossiles que les EnR. 
Mais, au sein des Etats, et dans le monde des entreprises et de l'industrie il n'y a pas de consensus concernant les taux de taxation à attribuer à :
- l'électricité, dont l'empreinte écologique et l'empreinte carbone sont difficile à calculer, notamment parce qu'elle comporte une part d'origine nucléaire variable selon les pays (nulle à très importante, comme en France). Cette source d'énergie est souvent présentée par l'industrie qui la produit comme ne contribuant pas ou peu à l'émission de gaz à effet de serre. Ses détracteurs la considèrent comme dangereuse, et source de problèmes pour les générations futures via les déchets radioactifs ;
- les agrocarburants dont le bilan écologique et carbone est discuté[33],[34], dont à plusieurs reprises[28],[10] par l'OCDE qui en 2008 estimait les politiques de soutien au biocarburant inutilement coûteuses (25 milliards de $ par années) et aux impacts trop limités concernant la réduction des émissions des effets de serre (entre 0,5 % et 0,8 % pour les États-Unis et l'Union européenne). Les politiques de soutien aux agrocarburants coutaient alors de 960 $ à 1 700 $ la tonne de carbone économisée[28]. L'Europe a annoncé en 2011 que les agrocarburants pourraient être dispensés de taxe sur l'énergie, mais uniquement s'ils répondent à certains critères de durabilité[35]). Ces critères sont en préparation depuis[36]. Ils ont été traduits en 2011 dans le droit français par un arrêté interministériel du 26 novembre 2011, ce qui leur ouvre droit à des incitations fiscales.